# Хайме Балмес
Хайме Балмес (ісп. Jaime Luciano Balmes у Urpiá, кат. Jaume Llucià Antoni Balmes i Urpià; 28 серпня 1810 року — 9 липня 1848) — іспанський філософ, теолог, католицький апологет, соціолог, економіст та політичний письменник. Знайомий з доктриною святого Фоми Аквінського, Балмес був оригінальним філософом, який не належав до жодної конкретної школи чи течії, якого Пій XII називав князем сучасної апологетики.

## Біографія
Балмес народився у місті Вік, у регіоні Каталонія в Іспанії, й того ж дня був охрещений у соборі цього міста на ім'я Хайме Лучано Антоніо. Він помер у цьому ж місті.
У 1817 р. Балмес розпочав навчання у семінарії у Віці: три роки латинської граматики, три — риторики, а з 1822 р. — три роки філософії. У 1825 році у Солсоні він отримав постриг від єпископа цього міста Мануеля Беніто Табернеро.
З 1825 по 1826 рік Балмес також вивчав курси теології у семінарії Віки. Завдяки стипендії він вивчив чотири курси теології в коледжі Сан -Карлос при університеті Червера .
Упродовж двох років у 1830 році через закриття університету Червера Балмес продовжував навчання у Віці самостійно. 8 червня 1833 р. Він отримав ступінь з теології.
20 вересня 1834 р. у каплиці єпископського палацу Вік Балмес був висвячений на священика єпископом доном Пабло де Хесусом Коркерерою. Він продовжив вивчення теології та канонів, знову в університеті Червера. Нарешті, у 1835 році він отримав звання доктора теології та бакалавра канонів (Bachelor of Canons).
Потім Бальмес зробив кілька спроб офіційно викладати в Барселонському університеті й деякий час не займатися репетиторством у Віці. Нарешті, у 1837 році міська рада призначає його професором математики на цю посаду, яку він обіймав чотири роки. У 1839 році померла його мати Тереза Урпія. У 1841 році він переїхав до Барселони .
Згодом Балмес розпочав свою творчу діяльність й зробив свій внесок у такі газети та журнали: Мир, Католицький Мадрид, Цивілізація; та видав кілька брошур, які привернули увагу читачів.
З 1841 року його «вибухнула» його геніальність творця й він за кілька надзвичайно активних місяців створив свої твори, якими захоплювалися у всій Європі.
7 вересня 1844 р. він написав й опублікував «Справжнє уявлення про цінність або думки про походження, природу та варіації цін», в якому вирішив парадокс вартості, чітко ввівши поняття граничної корисності. Балмес ставить питання: «Чому дорогоцінний камінь має більшу цінність, ніж шматок хліба, зручний одяг або, наівть, здорова й затишна оселя?» й відповідає: «Це не важко пояснити. Оскільки цінність речі визначається її корисністю або здатністю задовольняти наші потреби, чим потрібніша вона у цьому відношенні, тим ціннішою вона буде. Варто також пам'ятати, що, якщо кількість засобів зростає, потреба у будь-якому окремому з них знижується, тому, що коли є вибір з більшої кількості, ніякий окремий засіб не буде незамінним. Відповідно, існує необхідний зв'язок, свого роду пропорція, між збільшенням або зниженням цінності й рідкістю або надлишком будь -чого. Шматок хліба коштує небагато, але це пояснюється його необхідністю для задоволення наших потреб, тому що хліба у нас вдосталь. Однак, якщо ця кількість зменшиться, його ціна швидко півищиться й сягне будь-якого рівня, що можна спостерігати у періоди нестачі. Останнє явище особливо наочне у відношенні усіх видів благ у місті, яке довго знаходиться у облозі під час війни».
Він був у засланні після нападу на регента Еспартеро. Після повернення він заснував і редагував католицький та консервативний тижневик El Pensamiento de la Nación; однак його слава в основному ґрунтується на «El Protestantismo comparado con el Catolicismo en sus relaciones con la Civilización Europea» ("Протестантизм й католицтво порівняно з їх впливом на цивілізацію Європи), здатне захистити католицизм на тій підставі, що він представляє дух покірності чи порядку, на відміну від протестантизму, дух бунту чи анархії. Книгу часто цитують як контраргумент історичним розповідям, які зосереджуються на відомій центральній ролі протестантської думки для розвитку сучасного суспільства.
Згідно з Енциклопедією «Британніка» (11-та редакція): 
Найкращими його філософськими працями, які є чітким викриттям схоластичної системи мислення, є фундаментальна філософія (основна філософія) та «курсо де філософії елементів» (курс курсу елементарної філософії) які він переклав латиною для використання в семінаріях.
Балмес був монархістом.
Помер від туберкульозу у Віці 1848 року.

## Думка

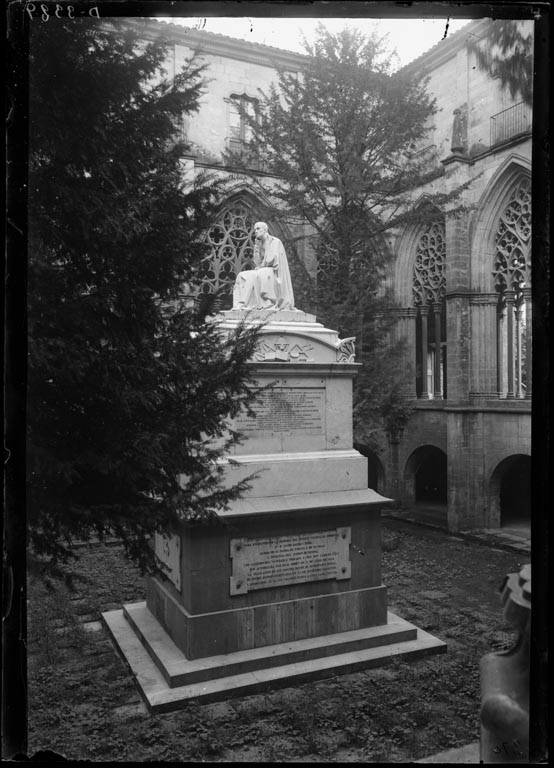
Пам'ятник Хайме Балмесу у монастирі собору Віки

Загалом філософію Балмеса розуміють лише як «філософію здорового глузду», а насправді це щось набагато складніше. І у фундаментальній філософії, і в елементарній філософії (оскільки ця друга робота є більш інформативною) є предметом визначеності.
Балмес поділяє істину на три незвідних класи, хоча ми говоримо про неї так, ніби вона лише одна. Це суб'єктивні істини, раціональні і об'єктивні істини. Перший тип істини, суб'єктивний, можна розуміти як нинішню реальність для суб'єкта, яка є реальною, але залежить від сприйняття мовця. Наприклад, стверджувати, що хтось холодний або спраглий — це суб'єктивні істини. Другий тип, раціональний, є логіко -математичною істиною, використовуючи як приклад будь -яку операцію такого типу. Нарешті, об'єктивну істину розуміють як таку, яка хоча і сприймається всіма, але не підпадає під категорію раціональної істини: стверджувати, що небо блакитне або що в лісі є дерева.
Три типи істини незворотні, а методи вербування відрізняються один від одного. Тому необхідно, щоб філософія перш за все врахувала, яку істину ми шукаємо.
Для Балмеса немає можливості сумніватися у всьому: роблячи таке твердження, ми забуваємо, що існує ряд правил мислення, які ми визнаємо істинами, щоб мати можливість сумніватися. Подібно до того, що пропонують святий Августин або Декарт, стверджувати, що ми сумніваємось, неодмінно означає певність, в якій ми сумніваємось. Таким чином, сумнів також є певністю. Справжній радикальний скептик неможливий, тому що немає загального сумніву.
Впевненість є природною та інтуїтивною, як сумнів, і до філософії. Таким чином, загальна та природна визначеність також охоплює декартову філософську визначеність. Для досягнення цієї певності необхідні так звані «критерії», засоби, за допомогою яких ми можемо отримати доступ до істини. Існує багато критеріїв для того, щоб мати кілька типів істин. Однак Балмес вважає за краще розподілити їх у трьох: критерії совісті, докази та критерії здорового глузду. Це критерії доступу до трьох типів істини. Визначити корпус думки як «філософію здорового глузду» не стільки зумовлено його концепцією здорового глузду, скільки притаманною філософській роботі, а особливо завдяки його визначенню цього сенсу як критерію досягнення певності. На цьому етапі варто відзначити взаємозв'язок суб'єктивних істин з критеріями совісті, раціональних істин з доказами і, нарешті, об'єктивних істин, доступних за критерієм так званого «здорового глузду».
Тому Балмес стверджує, що метафізика не повинна витримуватися лише на одному стовпці, а на трьох, які відповідають трьом істинам: таким чином, принцип декартової свідомості, сума cogito ergo є істиною суб'єктивною, тоді як принцип несуперечливості аристотелівською дійсно раціонально. Нарешті, здоровий глузд, інтелектуальний інстинкт (можливо, це «інтелектуальний інстинкт» більш конкретний термін, ніж «здоровий глузд») представляє так звану об'єктивну істину. Неможливо знайти спільну для трьох принципів істину.
У такий спосіб Балмес заперечує винятковість теорій філософів: філософія — це повнота природного пізнання, і коріниться в тому, щоб бути людиною. Ствердити, наприклад, що «когіто» є основою істини, а філософія сама по собі не є хибним твердженням, тому що це правда те, що вона стверджує, але неправда, що вона заперечує, тому що крім «когіто» існують інші можливості фундаменту. Балмес не зводить цю ідею лише до галузі філософії, а поширює її також на загальнолюдську думку.
Таким чином, фундаментальна теза Балмеса полягає в тому, що немає формули, з якої Всесвіт можна було б відокремити. Немає істини, з якої виникають усі інші. На даний момент три критерії можна визначити більш ретельно.

### Свідомість
Свідомість — це те, що ви помічаєте всередині, те, що ви думаєте і відчуваєте. Відчуття були б марними, якби вони не відчувалися у свідомості. Цей критерій має кілька характеристик: перша — суб'єктивна природа свідомості, тобто наше сприйняття — це явище, а не реальність, хоча для Балмеса суб'єктивність не означає, що досягнута визначеність не відповідає дійсності. Він також має функцію вказівки або презентації. Свідомість не ставить нас у контакт із зовнішньою реальністю чи з іншими (ми не можемо сприймати — так припустимо — існування свідомості в інших), але вона представляє факти, це абсолют, який не має стосунків. Свідомість не має об'єктивності чи світла, це чиста присутність.
Коли мова виражає совість, вона її зраджує, тому що щось особисте неможливо виразити через щось універсальне. Мова не здатна виражати чисту свідомість, що, наприклад, може зробити мистецтво. Так само і свідомість не може бути помилковим, тому що ми не помиляємось щодо його досвіду, хоча воно може бути помилковим, коли воно залишає свою землю, щоб вийти назовні. У внутрішньому явищі немає помилки, але, можливо, у його відповідності зовнішньому. Балмес, проти Cartesian animaina machina, захищає, що тварини також мають совість, але в його випадку це зводиться до відчуття, а не до інтелектуалізації цього. Таким чином, вони володіють лише прямою свідомістю, тоді як люди — для нашої інтелектуальної здатності — також мають рефлекторну свідомість, тобто здатність розмірковувати про відчуття прямої свідомості.
Для Балмеса свідомість є основою інших критеріїв, і всі обов'язково народжуються з нього.

### Докази
На відміну від свідомості, докази не поодинокі та непередбачені. Докази мають універсальність і логічну необхідність. Балмес ділить між двома типами доказів, безпосереднім і опосередкованим: перший не потребує доказу, це апріорне знання, таке як знання того, що кожен об'єкт дорівнює собі. З іншого боку, опосередковані докази вимагають демонстрації.
Докази не фіксують факт, а фіксують його стосунки. Виявлено, що ідея предиката є в суб'єкті (подібно до аналітичного судження Канта). Усі докази ґрунтуються на принципі несуперечності і зводяться до аналітичних. Забудьте синтетичні судження, які не є виключно раціональними, не вважайте, що критерій доказів супроводжується почуттями. Тому для Балмеса аналіз свідомості краще аналізу доказів.

### Інтелектуальний інстинкт
Інтелектуальний інстинкт дає нам відповідність між ідеєю та реальністю, це не інстинкт тварин, а раціональний інстинкт. Завдяки цьому інстинкту ми знаємо, що те, що ми бачимо, існує або, принаймні, існує репрезентація того, що ми бачимо. Такі істини за визначенням ширші за інтелектуальні істини доказів. Таку ж істину можна отримати і за допомогою інтелекту, а не інстинкту: для прикладу можна дізнатися, чи працює бізнес чи ні за допомогою економічного дослідження чи за допомогою інтуїції здорового глузду. Отже, у здоровому глузді існує несвідоме — подібне до моральних істин чи відчуттів — або те, що за допомогою інтелектуального інстинкту ми бачимо очевидними, наприклад, наукові істини. Також завдяки цьому інстинкту ми пізнаємо доказуючі істини, не маючи необхідності їх доводити, або ми вважаємо істину ймовірністю, тобто усвідомленням непередбачених обставин: навести приклад, усвідомити можливості, які ми маємо, щоб виграти в лотерею, або для того, щоб досягти чогось зв'язного, переміщуючи ручку навмання на папері.
Для Балмеса це три стовпи метафізики. Щоб краще визначити це, існує аналіз декартової суми cogito ergo sum, згідно з яким ствердження «я думаю, отже, я існую» декартово є в принципі правдою совісті, пізніше перетвореною в інтелектуальну доказову правду, логічний силогізм, реальність якого розуміється за допомогою інтуїції. Заснувавши cogito на чомусь інтелектуальному, Декарт ризикує звести cogito до чогось логічного та інтелектуального. З цієї причини для Балмеса свідомість є фундаментальним стовпом метафізики, але для нього виходить за рамки «cogito» чіткої і чіткої декартової ідеї: свідомість є стовпом, тому що там живе і відчувається досвід.

## Праці
- La Religión Demostrada al Alcance de los Niños, La Sociedad de Operarios, 1847 рік.
- Consideraciones Políticas sobre la Situación de España, [Архівовано 5 вересня 2021 у Wayback Machine.] Imprensa de José Tauló, 1840.
- Observaciones Sociales, Políticas y Económicas sobre los Bienes del Clero, Reimpreso en la Oficina de M. Brambila, 1842 рік.
- Цивілізація, Том. Я, Том. III, Brusi, 1841—1842.
- Ель -протестантизм Компарадо з ель -Католіцизмом і сусідством відношення цивілізації Європи, Том. Я, Том. III, Том. IV, Хосе Тауло, 1842—1845.
- Ель Критеріо, А. Брузі, 1845 рік.
- El Pensamiento de la Nación; Periódico Religioso, Político y Literario, Том. Я, Том. III, Imprensa de E. Aguado, 1844–46.
- Cartas an un Escéptico en Materia de Religión, Impr . де А. Брузі, 1846 рік.
- Піо IX, Пок. y fundicion de DE Aguado, 1847 рік.
- Escritos Politicos, Sociedad de Operarios del Mismo Arte, 1847 рік.
- Curso de Filosofía Elemental, [Архівовано 5 вересня 2021 у Wayback Machine.] Том. [Архівовано 5 вересня 2021 у Wayback Machine.] II [Архівовано 5 вересня 2021 у Wayback Machine.], Покр. y Фонд. де Е. Агуадо, 1847 рік.
- Escritos Póstumos del Dr.D.Jaime Balmes, Imp. де А. Брузі, 1850 рік.
- Філософія Фундаментальна, Том. II, Гарньє, 1852.
- Poesías Póstumas, Imprensa del Diario de Barcelona, 1870.
- Obras Completas del Dr. D. Jaime Balmes, Pbro. Primera Edición Crítica Ordenada y Anotada por el P. Ignacio Casanovas, SJ Biblioteca Balmes, 33 Vol., 1925.
- «Verdadera idea del valor, o reflexiones sobre el origen, naturaleza y variedades de los precios», у Obra Completas, вип. 5, Мадрид, BAC, 1949 рік

### Праці Балмеса, перекладені англійською
- Європейська цивілізація: протестантизм і католицтво в порівнянні з їх впливом на цивілізацію Європи, Мерфі та Ко, 1850.
  - Протестантизм і католицтво порівняно в їхньому впливі на цивілізацію Європи ' ', Дж. Мерфі, Г. Квіглі, 1851.
- Фундаментальна філософія, вип. II, D. & J. Sadlier & Co., 1858.
  - Фундаментальна філософія, вип. II, D. & J. Sadlier & Co., 1871—1880.
- Листи до скептику з релігійних питань, Вільям Б. Келлі, 1875.
- Елементи логіки, П. О'Ші, 1876.
- У Менцері, Бела, 1962. Католицька політична думка, 1789—1848, Університет Нотр -Дам Преси.
  - «Віра і свобода», стор. 185–191.